# Josef Kuchař (fotbalista, 1975)
Josef Kuchař (* 9. září 1975) je bývalý český fotbalista, útočník.

## Fotbalová kariéra
V české lize hrál za SK Dynamo České Budějovice, nastoupil ve 2 utkáních v sezóně 1993/1994. Dále hrál v nižších soutěžích za VTJ Tábor, SV Waidhofen/Thaya, TJ Hluboká nad Vltavou, FCU Strengberg a FK Jiskra Otavan Třeboň.

## Ligová bilance
| Ročník                            | Zápasy | Góly | Klub                       |
| --------------------------------- | ------ | ---- | -------------------------- |
| 1. česká fotbalová liga 1993/1994 | 2      | 0    | SK Dynamo České Budějovice |
| Česká fotbalová liga 1997/1998    | -      | 0    | FK Jiskra Otavan Třeboň    |
| Česká fotbalová liga 1999/2000    | -      | 3    | FK Jiskra Otavan Třeboň    |
| CELKEM 1. liga                    | 2      | 0    |                            |